# Richard Lang (réalisateur)
Pour les articles homonymes, voir Richard Lang et Lang.
Richard Lang est un réalisateur et producteur américain né le 27 juillet 1939 à Memphis, Tennessee, et mort le 23 avril 1997 à Los Angeles, Californie

## Filmographie

### Réalisateur
- 1984 : Meurtre dans un miroir (Dark Mirror) (TV)
- 1972 : Les Rues de San Francisco (The Streets of San Francisco) (série télévisée)
- 1972 : Kung Fu (Kung Fu) (série télévisée)
- 1977 : Voyage dans l'inconnu (Force of Evil) (TV)
- 1977 : L'Île fantastique (TV)
- 1977 : Bizarre, bizarre (Tales of the Unexpected) (série télévisée)
- 1977 : The Hunted Lady (TV)
- 1978 : Nowhere to Run (TV)
- 1978 : Night Cries (TV)
- 1978 : Dr. Scorpion (TV)
- 1978 : The Word (feuilleton TV)
- 1980 : La Fureur sauvage (The Mountain Men)
- 1980 : Changement de saisons (A Change of Seasons)
- 1982 : Matt Houston (série télévisée)
- 1982 : Un enfant de lumière (Don't Go to Sleep) (TV)
- 1983 : Shooting Stars (TV)
- 1984 : Meurtre dans un miroir (Dark Mirror) (TV)
- 1984 : Espionnes de charme (Velvet) (TV)
- 1985 : Obsessed with a Married Woman (TV)
- 1985 : Flynn, agent double (In Like Flynn) (TV)
- 1986 : Kung Fu: The Movie (TV)
- 1987 : Houston Knights (TV)
- 1987 : Perry Mason: The Case of the Sinister Spirit (TV)
- 1987 : La loi est la loi (Jake and the Fatman) (série télévisée)
- 1987 : Christmas Comes to Willow Creek (en) (TV)
- 1989 : Le Commando de la dernière chance (The Road Raiders) (TV)
- 1994 : Texas (TV)
- 1996 : Savanah (série télévisée)
- 1997 : Brentwood (Pacific Palisades) (série télévisée)

### Producteur
- 1982 : Un enfant de lumière (Don't Go to Sleep) (TV)
- 1983 : Shooting Stars (TV)